# Aglaoschema cyaneum
Aglaoschema cyaneum là một loài bọ cánh cứng trong họ Cerambycidae.